# Háztető
A háztető vagy kalap (^) egy fordított V alakú graféma:
- térközt növelő karakterként (főleg alsó helyzetben, ‸ formában) neve beszúrásjel, beszúrási jel,[1] beszúrási pont,[2] betoldásjel, hiányjel, illetve a matematikában hatványjel;
- térközt nem növelő karakterként (ékezetként/mellékjelként) kúpos ékezet, csúcsos ékezet,[2] hajtott ékezet vagy idegen szóval circumflex.

ASCII-ban és Unicode-ban a hivatalos neve circumflex accent (U+005E), amely csak az utóbbi funkcióját tükrözi. Tízes számrendszerben a karakter kódja: 94.

## Elkülönítése a hasonló jelektől
Térközt növelő karakterként rokona a lejjebb elhelyezkedő ‸ jel (U+2038, caret), valamint egy másik süllyesztett, vonással ellátott jel: ⁁ (U+2041, caret insertion point). Nem tévesztendő össze a logikai és ∧ (konjunkció) jelével (U+2227), a görög lambdával (Λ/λ), valamint a némely nyelvek írásában használt fordított v-vel sem: Ʌ/ʌ (U+028C), amely egyúttal a fonetikus átírásban a hátul képzett, alsó nyelvállású, ajakréses magánhangzó jele (vö. angol but).
Mellékjelként ellentéte a kis V alakú (lefelé csúcsos) jel, a hacsek (ˇ).
Az ógörög nyelv írásában circumflex, illetve hajtott ékezet néven egy eltérő mellékjel, többnyire a hullámvonal (tilde) egy fajtája (῀) szerepel: ᾶ, amely α̃  vagy α̑   formában is előfordul.

## Funkciói
Különböző nevei egyúttal különböző funkcióit is jelölik:
- azt a helyet (például a korrektúrában), ahol beszúrásra van szükség, amennyiben a sor alatt szerepel a betoldandó rész; értelemszerűen a süllyesztett változatában: ‸ (szemben a sor fölé írott beszúrásnál használt ˇ jellel),
- a hatvány jelét a számítástechnikában, amennyiben a felső indexbe írás nem érhető el (pl. {\displaystyle 6^{3}} helyett 6^3),
- egyfajta ékezetet (diakritikus jelet) bizonyos betűk fölött, például az eszperantó, a francia, a portugál, a román, a szlovák, a vietnámi és a walesi nyelvben,
- szövegszerkesztőben „feloldójel” különleges jelekhez, például az Enter ↵ gombbal előhívható bekezdésjel kereséséhez a ^p jelölés használható (mivel ez a billentyű a keresés során más funkciót tölt be).